# Liste der Einträge im National Register of Historic Places im DeWitt County (Illinois)

Lage des DeWitt County in Illinois

Die Liste der Einträge im National Register of Historic Places im DeWitt County in Illinois führt alle Bauwerke und historischen Stätten im DeWitt County auf, die in das National Register of Historic Places aufgenommen wurden.
| [ 2 ] | Name              | Bild              | Eintragsdatum        | Lage                                                 | Ort     | Beschreibung |
| ----- | ----------------- | ----------------- | -------------------- | ---------------------------------------------------- | ------- | ------------ |
| 1     | Magill House      | Magill House      | 2003 ID-Nr. 03001202 | 100 North Center Street 40° 9′ 11″ N, 88° 57′ 38″ W  | Clinton |              |
| 2     | C. H. Moore House | C. H. Moore House | 1979 ID-Nr. 79003112 | 219 East Woodlawn Street 40° 9′ 38″ N, 88° 57′ 29″ W | Clinton |              |